# Кумтоккен
Кумтоккен (каз. Құмтөккен, до 2008 г. — Кызыласкер) — аул в Айыртауском районе Северо-Казахстанской области Казахстана. Входит в состав Камсактинского сельского округа. Код КАТО — 593244400.

## Население
В 1999 году население села составляло 527 человек (267 мужчин и 260 женщин). По данным переписи 2009 года, в селе проживало 441 человек (228 мужчин и 213 женщин).